# Силезские Пясты
Силезские Пясты — старшая ветвь династии Пястов, основателем которой был Владислав II Изгнанник, сын Болеслава III князя Польши. Согласно завещанию Болеслава Владислав в качестве наследственного владения получил Силезию и Любешскую землю. Владислав был изгнан. Но под нажимом Фридриха Барбароссы в 1163 году Болеслав Кудрявый передал Силезию сыновьям Владислава. Первоначально они правили совместно, но в 1173 году разделили Силезию. В дальнейшем Силезия была разделена на множество владений которые принадлежали различным линиям силезских Пястов.
Последним представителями рода были Ежи Вильгельм, князь в Легнице, Бжеге и Волуве (умерший 1675 году), а также его сестра Каролина (умершая в 1707 году)

## Значимые представители

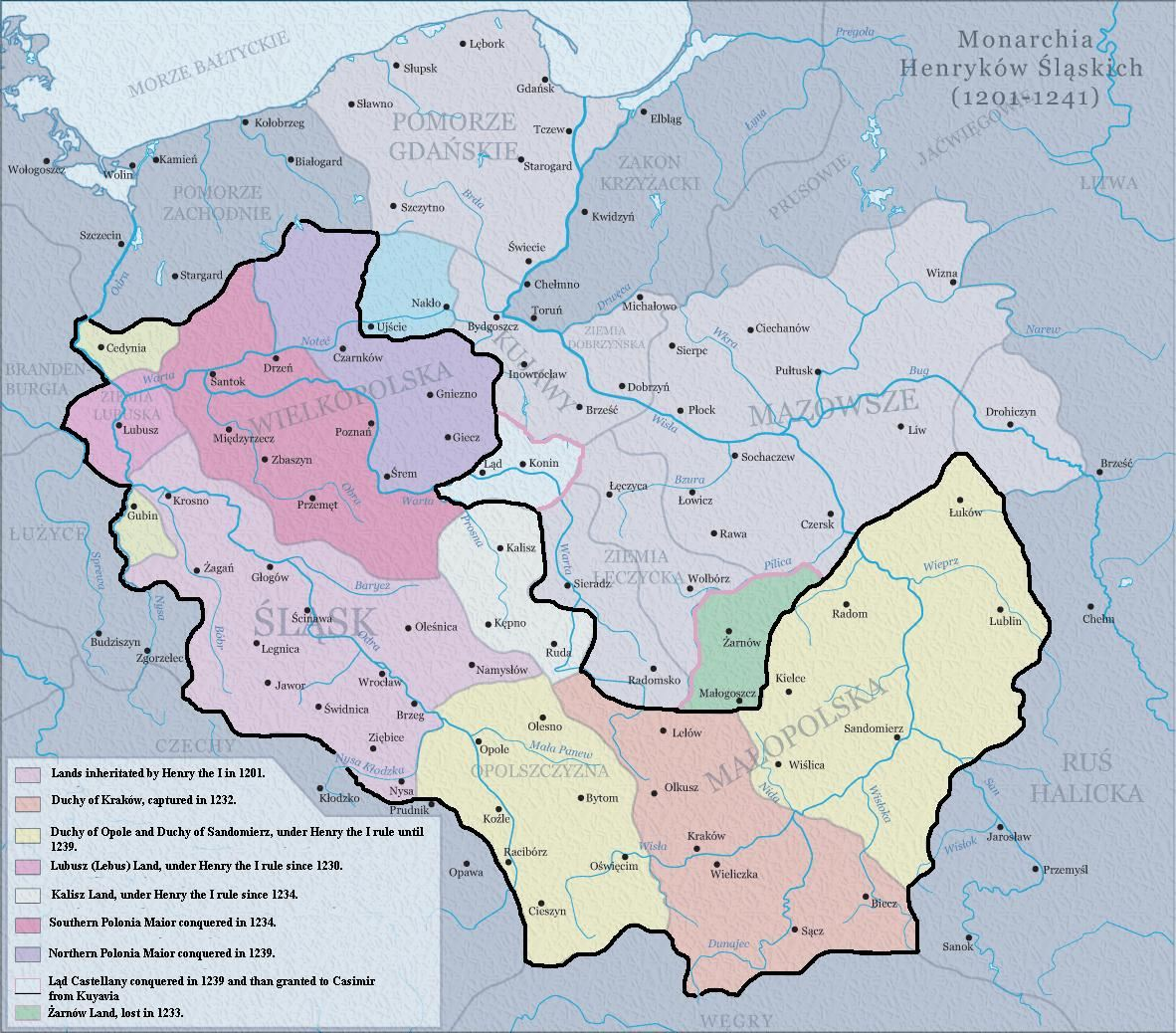
Владения Генриха Бородатого

Сыновья Владислава II Изгнанника не вмешивались в борьбу за польскую корону, но при внуках ситуация изменилась. После смерти Казимира I его двоюродный брат Генрих Бородатый подчинил себе не только Нижнюю, но и верхнюю Силезию. Генрих I Бородатый в 1227 году помогал главе Польши Лешеку Белому воевать в Поморье. Позже выступая в качестве опекуна Болеслава Стыдливого вмешивался в польские конфликты. Ему удалось, подчинив Краков и часть Сандомирской земли, стать в 1232 году верховным князем Польши. В 1234 году ему удалось отобрать у Владислава Одонича Великую Польшу. Не обладая титулом короля Генрих I Бородатый управлял половиной польских земель, которые в 1238 году он завещал сыну Генриху II Набожному.

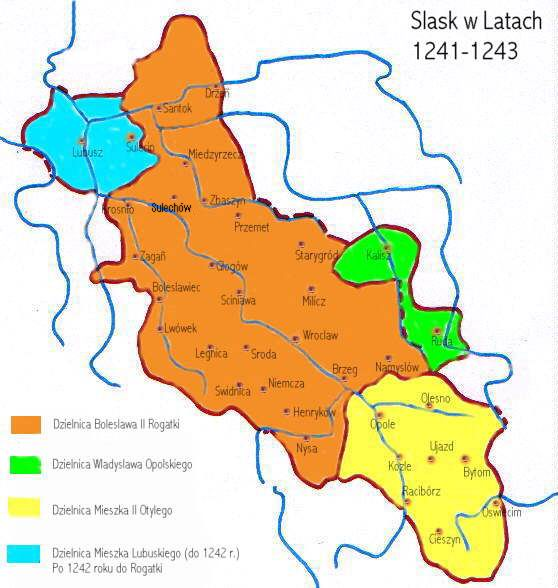
Владения Болеслава Рогатки (оранжевое) в 1241 году

Генрих II постарался укрепить свою власть: воевал с Барнимом I, с бранденбургскими маркграфами, поддерживал папу в конфликте с императором Фридрихом II. В 1241 году в Польшу вторглись монголы. 9 апреля 1241 года в битве с монголами при Легнице погиб Генрих II. Его гибель нанесла серьёзный урон по державе.
Болеслав II Лысый (Рогатка) не смог сохранить владения отца и деда. Уже в 1241 году он был изгнан из Кракова Конрадом I Мазовецким, в 1247 году из Великой Польши сыновьями Владислава Одонича Пшемыславом и Болеславом. В самой Силезии он делил власть со своими братьями, а потом и с сыновьями. Разделы сопровождались конфликтами и столкновениями, в которые вмешивались соседи.

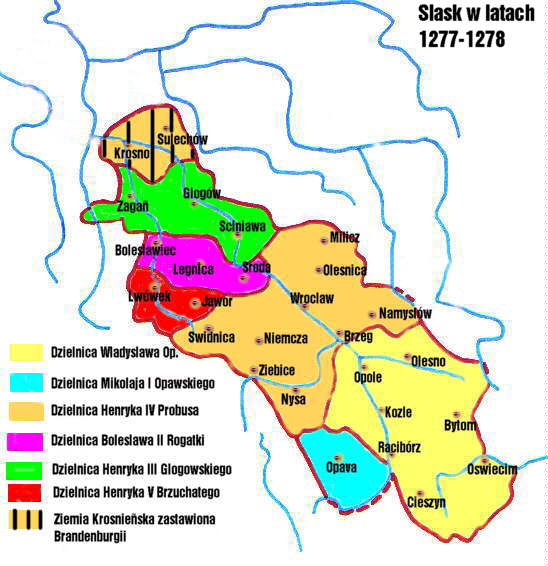
Владения Болеслава Рогатки (пурпурный) и Генриха IV Пробуса (светло-коричневый) в 1278 году

Племянник Болеслава Рогатки Генрих IV Пробус попытался объединить Силезию. Он смог подчинить половину силезских земель. В 1278 году попытка расширить свою власть на Чехию, став её регентом закончилась неудачей. А в 1288 году стал королём Польши. После его смерти в 1290 году главой Польши стал Пшемыслав великопольский, а силезские владения были разделены. Силезские князья опасавшиеся Пшемыслава стремившегося объединить Польшу искали ему противовес.
Все это привело к ослаблению связей с Польшей и к усилению связей с Чехией, особенно после того как в 1305 году князем Польши стал Вацлав II. Но так как сама Чехия подверглась германизации, это повлияло и на Силезию. Это стало одной из причин почему после пресечения династий Пястов, Анжу и Ягеллонов Силезские Пясты не рассматривались как кандидаты на польский трон.
- Владислав II Изгнанник князь Польши
- Генрих I Бородатый князь Польши
- Генрих II Набожный князь Польши
- Болеслав II Лысый (Рогатка) князь Польши
- Генрих IV Пробус князь Польши
- Владислав Силезско-Легницкий архиепископ Зальцбурга 1265—1270

## Родословное древо силезских Пястов
1. Владислав II Изгнанник (1105 — 30 мая 1159) Князь (принцепс) Польши в 1138—1146 годы, князь Кракова, Сандомира, восточной части Великой Польши, Куявии, Силезии и верховный князь Поморья. Муж с 1125/1127 Агнессы Бабенберг, дочери Леопольда III, маркграфа Австрийского
  1. Болеслав I Долговязый (ок.1127 — 1201), сын Владислава II Изгнанника. Князь Вроцлава, Легницы и Опольский. С 1180/1190 князь Глогува. О потомках см. ниже
  2. Рыкса (1130/1140 — 1185) Жена 1) в 1152—1157 Альфонсо VII короля Кастилии и Леона, 2) в 1162—1166 Раймунда Беренгера II (III), графа Прованского 3) графа Альбрехта II фон Эверштейна
  3. Мешко I Плясоногий (1132/1146 — 1211), сын Владислава II Изгнанника князь Ратибора, в 1177 году получил Бытом и Освенцим, с 1201 князь Опольский. О потомках см. ниже
  4. Конрад Тонконогий (1146/1157 — 1180/90), сын Владислава II Изгнанника. В 1177 году получил княжество Глогув
  5. Альберт (ум. после 1168/1178)

### Потомки Болеслава I Долговязого
1. Болеслав I Долговязый ( — 1201) князь Вроцлава, Легницы и Опольский. С 1180/1190 князь Глогува. Муж 1) Звениславы-Анастасии Всеволодовны (ум. 1153/1163), дочери Всеволода Ольговича, великого князя Киевского 2) Кристины (ум. 21 февраля 1204/1208)
  1. Ярослав Опольский (после 1142 — 22 марта 1201), князь опольский с 1180, епископ Вроцлава с 1198
  2. Ольга (ок. 1155/1160 — 27 июня 1175/1180), дочь Болеслава I Долговязого
  3. Болеслав (ок. 1157/1163 — 18 июля 1175/1181), сын Болеслава I Долговязого
  4. Конрад (ок. 1158/1168 — 5 июля 1175/1190), сын Болеслава I Долговязого
  5. Ян (ок. 1161/1169 — 10 марта до 1174), сын Болеслава I Долговязого
  6. Генрих I Бородатый ( — 1238) сын Болеслава I Долговязого Князь Польши (Кракова) в 1232—1238. Князь Нижняя Силезии в 1201—1238, Великой Польши в 1234—1238, Опольский 1201—1202, Калиша 1206—1207, 1234 и ратиборский. Муж с 1188/1192 Ядвиги Меранской, дочери Бертольда IV Хорутанского
    1. Болеслав (1190/1194 — 1206/1208), сын Генриха I Бородатого
    2. Генрих II Набожный († 1241), сын Генриха I Бородатого
      1. Гертруда (1218/1220 — 1244/1247), дочь Генриха II Набожного. Жена Болеслава I Мазовецкого
      2. Болеслав II Лысый (Рогатка)[1] (1220/1225 — 1278), сын Генриха II Набожного. Князь Польши в 1241, князь Вроцлава 1241—1248, князь Великой Польши 1241 −1247 князь Легницы в 1248—1278. Муж 1) Гедвиги, дочери Генриха Ангальтского (? — 1259), 2) Эфемии, дочери Самбора II Померанского. О потомках его сыновей см. ниже
        1. Агнешка (1243/1250- 1265), дочь Болеслава II Лысого (Рогатки). Жена с 1260/1264 Ульриха I, графа Вюртемберг
        2. Генрих V Брюхатый/Толстый (1248/1249 — 1296), сын Болеслава II Лысого (Рогатки) князь яворский в 1273—1278, князь силезский в Легнице 1278—1296 и Вроцлаве в 1291—1296. Также был князем Сцинавы 1290, Олесницы в 1290—1294, Намыслува 1290—1294, Свидницы и Зембицы в 1290—1291 годы. Муж с 1277 Елизаветы, дочери Болеслава Благочестивого князя калишского. О потомках смотри ниже
        3. Ядвига (1250/1255 — после 1280), дочь Болеслава II Лысого (Рогатки). Жена с 1265/1273 года Конрада II, князя черского (из Мазовии)
        4. Болеслав I Суровый (1252/1256 — 1301), сын Болеслава II Лысого (Рогатки) яворский 1278—1301 свидницкий 1291—1301 . Также был князем силезским в Львувеке в 1278—1281 и 1286—1301 и Зембицы в 1291—1301 годы. О потомках смотри ниже
        5. Бернард Проворный (1253/1257] — 1286), сын Болеслава II Лысого (Рогатки). Соправитель брата в Львувеке 1278—1286 и Яворе 1278—1281
        6. Конрад (умер ребенком)
        7. Катаржина (после1270)
        8. Ярослав (после 1286), внебрачный сын Болеслава II Лысого (Рогатки)

      3. Констанция (1221/1227 — 1253/1257), дочь Генриха II Набожного. Жена Казимира Куявского
      4. Мешко (1223/1227-1241/1242), сын Генриха II Набожного. Князь Любушский
      5. Генрих III Белый (1222/1230 — 1266), сын Генриха II Набожного. С 1248 года князь вроцлавский. Муж 1) с 1252 Юдиты (1226—1257/1265), дочери Конрада I, князя мазовецкого 2) с 1266 Агнесы, дочери Альбрехта I Саксонского
        1. Ядвига (1252/1256 — 1300), дочь Генриха III Белого. Жена 1) с 1271/1272 Генриха тюрингского 2) с 1283 года Оттона I Толстого, князя ангальт-ашерслебенского
        2. Генрих IV Пробус (1257/1258 — 1290) сын Генриха III Белого князь вроцлавский с 1270 года, краковский с 1288 года. Муж 1) в 1277/1280-1286/1287 годы «Констанции»[2], дочь Владислава I князя опольского 2) с 1287/1288 года Матильда, дочь Оттона V Бранденбургского

      6. Елизавета (1224/1232 — 1265), дочь Генриха II Набожного. Жена Пшемыслава I князя калишского и познанского
      7. Конрад I (1228/1231 — 1273/1274), сын Генриха II Набожного. Муж 1) с 1249 Саломеи (к 1237—1267/1274), дочери Владислава Одонича князя великопольского 2) с 1271/1274 Софии (1258/1261 −1318), дочери Дитриха Мудрого, маркграфа мейсенского в Ландсберге. О потомках смотри ниже
      8. Владислав Силезско-Легницкий (1237—1270) сын Генриха II Набожного. Архиепископ Зальцбурга 1265—1270
      9. Агнесса (1230/1236 — 1277), дочь Генриха II Набожного.
      10. Ядвига (1238/1241 — 1318), дочь Генриха II Набожного.

    3. Конрад Кучерявый (1191/1198 — 1213), сын Генриха I Бородатого
    4. Гертруда (ок.1200 — ок. 1267), дочь Генриха I Бородатого

  7. Адельгейда (Звыслава) (после 1165 — 29 марта после 1213) дочь Болеслава I Долговязого. Жена с ок. 1177/1182 Дипольда II Моравского (ум. 21 ноября 1190)
  8. Владислав (после 1180 — 4 июня до 1199), сын Болеслава I Долговязого

#### Потомки Болеслава Лысого-Рогатки
1. Болеслав II Лысый (Рогатка)[1] (1220/1225 — 1278), сын Генриха II Набожного. Князь Польши в 1241, князь Вроцлава 1241—1248, князь Великой Польши 1241 −1247 князь Легницы в 1248—1278. Муж 1) Гедвиги, дочери Генриха Ангальтского (? — 1259), 2) Эфемии, дочери Самбора II Померанского. О потомках его сыновей см. ниже
  1. Агнешка (1243/1250- 1265), дочь Болеслава II Лысого (Рогатки). Жена с 1260/1264 Ульриха I, графа Вюртемберг
  2. Генрих V Брюхатый/Толстый (1248/1249 — 1296), сын Болеслава II Лысого (Рогатки) князь яворский в 1273—1278, князь силезский в Легнице 1278—1296 и Вроцлаве в 1291—1296. Также был князем Сцинавы 1290, Олесницы в 1290—1294, Намыслува 1290—1294, Свидницы и Зембицы в 1290—1291 годы. Муж с 1277 Елизаветы, дочери Болеслава Благочестивого князя калишского. О потомках смотри ниже
  3. Ядвига (1250/1255 — после 1280), дочь Болеслава II Лысого (Рогатки). Жена с 1265/1273 года Конрада II, князя черского (из Мазовии)
  4. Болеслав I Суровый (1252/1256 — 1301), сын Болеслава II Лысого (Рогатки) яворский 1278—1301 свидницкий 1291—1301 . Также был князем силезским в Львувеке в 1278—1281 и 1286—1301 и Зембицы в 1291—1301 годы. О потомках смотри ниже
  5. Бернард Проворный (1253/1257] — 1286), сын Болеслава II Лысого (Рогатки). Соправитель брата в Львувеке 1278—1286 и Яворе 1278—1281
  6. Конрад (умер ребенком)
  7. Катаржина (после1270)
  8. Ярослав (после 1286), внебрачный сын Болеслава II Лысого (Рогатки)

##### Потомки Генриха V Брюхатого (Толстого)
1. Генрих V Брюхатый/Толстый (1248/1249 — 1296), сын Болеслава II Лысого (Рогатки) князь яворский в 1273—1278, князь силезский в Легнице 1278—1296 и Вроцлаве в 1291—1296. Также был князем Сцинавы 1290, Олесницы в 1290—1294, Намыслува 1290—1294, Свидницы и Зембицы в 1290—1291 годы. Муж с 1277 года Елизаветы, дочери Болеслава Благочестивого, князя калишского.
  1. Ядвига (1277/1282 — 1343/1347) жена Оттона, сына Оттона V Бранденбургского.
  2. Евфимия (1278/1283 — 1347) Жена Оттона II (III) графа горицкого и тирольского, герцога каринтийского
  3. Анна (1284—1343) аббатиса
  4. Эльжбета (1280/1290 — 1357/1358) аббатиса
  5. Елена (1285/1293 — после 1299) монахиня
  6. Болеслав III Расточитель (1291—1352) князь вроцлавский, легницкий и бжегский Муж 1) с 1308/1310 Малгоржаты, дочери Вацлава II короля Чехии и Польши 2) с 1326 года Катаржина, дочери Младена III бана Боснии
    1. Вацлав I (1310/1318 — 1364) герцог Лигницы с 1352. Муж Анны, дочери Казимира I силезско-тешинского
      1. Рупрехт I (1340/1347 — 1409) герцог Лигницы Муж Ядвиги, дочери Генриха V Железного силезско-жеганского
        1. Барбара (1372/1384 — 1436) жена Рудольфа III Саксонско-Витенбергского
        2. Агнешка (к 1385 −1411) монахиня

      2. Вацлав II (1348—1419) герцог Лигницы с 1409, епископ вроцлавский с 1382
      3. Болеслав IV Легницкий (1349/1352 — 1394) монах
      4. Ядвига (1351/1357- 1409), жена Генриха VI Старшего силезско-жеганского
      5. Генрих VII (ок 1355—1398), епископ Куявский

    2. Людвиг I (1313—1398), герцог Бриг. Муж с 1341/1345 Агнешки, дочери Генрика IV Верного, силезско-жеганского
      1. Маргарита (1342/1343 — 1386) Жена с 1353 Альбрехта I нижнебаварского
      2. Генрих VIII (1343/1345 — 1399), герцог Любена и Брига. Муж 1) к 1369 Елены дочери Оттона V, графа Орламюнде 2) с 1379 Малгоржаты дочери Земовита III (IV) мазовецкого
        1. Генрих IX (1360/1368 — 1419/20) герцог Любена и Брига. Муж Анны, дочери Пшемыслава I силезско-цешинского
          1. Рупрехт II (1396/1402 — 1431) герцог Любена
          2. Вацлав III (1400—1423) герцог олавский
          3. Катаржина (около 1400 — около 1424) Жена с Альбрехта III линдов-руппинского
          4. Ядвига (к 1404—1432)
          5. Людвиг III (к 1405—1441), герцог любенский, олавский. Муж с 1423/1426 Малгоржаты дочери Болеслава IV силезско-опольского. О потомках ниже.

        2. Людвиг II (1380/1385 — 1436), сын Генриха VIII. Муж 1) с 1409 Ядвиги Запольяи 2) с 1418 Елизаветы, дочери Фридриха I, курфюрста Бранденбурга
          1. Магдалена (1426/1430 — 1497) Жена Николая I силезско-опольского
          2. Ядвига (1433—1471) Жена Яна силезско-любинского

      3. Ядвига (1344/1351 — 1386/96), дочь Людвига I. Жена Яна II силезско-освенцимского
      4. Катаржина (1344/1345 — 1404/1405), дочь Людвига I

    3. Николай (1322)
    4. Катаржина (1327/1345 — к 1361), дочь Болеслава III Расточителя. Жена Пшемыслава I силезско-тешинского

  7. Генрих VI Добрый (1294—1335), сын Генриха V Брюхатого. Князь Вроцлавский. Муж Анны, дочери Альбрехта I Австрийского
    1. Елизавета (1311/1312-1328) Жена с 1321/1322 Конрада I олесницкого
    2. Евфимия (1312—1384) Жена с 1324/1325 Болеслава князя силезско-немодлинского
    3. Маргарита (1313/1324 — к 1386) аббатиса

  8. Владислав (1296 — после 1352) сын Генриха V Брюхатого. Князь легницкий

###### Потомки Людвига III
1. Людвиг III (к 1405—1441), герцог любенский, олавский. Муж с 1423/1426 Малгоржаты дочери Болеслава IV силезско-опольского
  1. Ян II (- 1454) Муж с 1445 Ядвиги дочери Людвика II Бригского
    1. Фридрих I (1446—1488) Муж с 1474 года Людмилы, дочери Иржи Подебрада, короля Чехии
      1. Ян (1477—1495)
      2. Фридрих II (1480—1547), герцог легницский. Муж 1) с 1515 года Елизаветы, дочери Казимира IV Ягеллончика короля Польши 2) 1518 года Софии, дочери Фридриха I маркграфа бранденбург-ансбахского
        1. Фридрих III (1520—1570) Муж с 1538 года Екатерины, дочери Генриха V герцога мекленбург-шверинского
          1. Генрих XI (1539—1588) герцог легницский. Муж с 1560 года Софьи, дочери Георга Фридриха маркграфа бранденбург-ансбахского
            1. Катаржина София (1561—1608) Жена с 1587 года Фридриха пфальцграфа цвейбрюккенского
            2. Анна-Мария (1563—1620)
            3. Эмилия (1563—1618)
            4. Георг-Фридерик (1565)

          2. Фридрих IV (1552—1596) герцог легницский. Муж 1) с 1587 года Марии Сидонии дочери Вацлава III Адама силезско-цешинского 2)с 1589 года Доротеи, дочери Иоганна, герцога шлезвиг-гольштейн-зондербургского 3) с 1594 года Анны, дочери Кристофа, герцога вюртембергского
            1. Мария-Катаржина (1587)

        2. Георг II (1523—1586), сын Фридриха II. Муж с 1545 года Барбары, дочери Иоахима II бранденбургского
          1. Барбара (1548—1565)
          2. Иоахим Фридрих (1550—1602) Муж с 1577 года Анны Марии, дочери Иоахима-Эрнста ангальт-цербстского
            1. Ян Христиан (1591—1639) герцог Бриг с 1602. Муж 1) с 1610 Доротеи Сибиллы, дочери Иоганна Георга бранденбургского 2) с 1626 года Анны Ядвиги, дочери Фридриха фон Зитцш
              1. Георг III (1611—1664), герцог Бриг с 1639. Муж с 1638 Софии Катаржины, дочери Кароля II силезско-олесницкого
                1. Доротея Елизавета (1646—1691) Жена с 1663 Генриха нассау-дилленбургского

              2. Людвиг IV (1616—1663) Муж с 1649 Анны Софии, дочери Иоганна-Альбрехта мекленбург-гюстровского
              3. Кристиан (1618—1672) герцог Легницкий, Брига, Олавы. Муж с 1648 года Луизы, дочери Иоганна Казимира Ангальт-Дессауского
                1. Каролина Легницкая (1652—1707) Жена в 1672—1680 Фридриха, герцога шлезвиг-гольштейн-зондербург-визенбургского. Последняя представительница из рода Пястов.
                2. Георг Вильгельм (1660—1675). Последний правитель из рода Пястов.

              4. София-Магдалена (1624—1660) жена с 1642 Кароля-Фридриха силезско-олесницкого
              5. Август (1627—1679) барон легницкий с 1628 года, граф легницкий с 1664 года. Последний мужчина из рода Пястов[3].

            2. Барбара-Агнешка (1593—1631) жена с 1620 Ганса Ульриха фон Шаффгоч, барона силезско-жмигрудского
            3. Георг Рудольф ( — 1653), герцог легницкий. Муж 1) с 1614 Софии Елизаветы, дочери Иоганна Георга I ангальт-дессауского 2) 1624 года Элжбета Магдалена, дочери Кароля II силезско-олесницкого

          3. Ян Георг (1552—1592), сын Георга II. Муж Анны, дочери Кристофа вюртембергского
          4. София (1556—1594)
          5. Елизавета-Магдалена (1562—1630) Жена с 1585 Кароля II силезско-олесницкого

        3. Софья ( — 1546), дочь Фридриха II. Жена Иоанна-Георга бранденбургского

      3. Георг I (1481/1483 — 1521), сын Фридриха I. Муж с 1516 года Анны, дочери Богуслава X Великого Поморского

  2. Генрих X (после 1425—1452), сын Людвига III. Герцог хойнувский

##### Потомки Болеслава (Болько) I Сурового
1. Болеслав I Суровый (1252/1256 — 1301), сын Болеслава II Лысого (Рогатки) яворский 1278—1301 свидницкий 1291—1301. Также был князем силезским в Львувеке в 1278—1281 и 1286—1301 и Зембицы в 1291—1301 годы.
  1. Ютта (1285/1287 — 1320) Жена с 1299 Стефана I нижнебаварского
  2. Болько (1285/1290 — 1300)
  3. Бернард Свидницкий (1288/1291 — 1326) герцог свидницкий с 1301
    1. Болеслав II Малый (ок. 1312 — 28 июля 1368)
    2. Констанция (1309/1314- 1360/ 1363), жена глоговского князя Пшемысла
    3. Эльжбета (1309/1315 — 1348), жена опольского князя Болеслава II
    4. Генрих II Свидницкий (1316/1324 1343/45), князь свидницкий с 1326 года
      1. Анна Свидницкая (1339 − 1362) жена с 1353 года императора Карла IV

    5. Беата (1320/1327 — 1331)

  4. Беатриса (1290—1322) жена с 1308/1311 императора Людвига IV
  5. Генрих I Яворский (1292/1296 — 1346) Муж с 1316 года Агнешки дочери Вацлава II короля Чехии и Польши
  6. Болеслав II Зембицкий (1300/1301 — 1341), князь Зембицкий (с 1321 года), муж Гуты, дочери Людовика II Савойского
    1. Николай Малый (1322/1327 — 1358), князь Зембицкий с 1341. Муж с 1345 года Агнесы Крушины фон Лейхтенбург
      1. Болеслав III Зембицкий ( — 1410) герцог Мюнстерберский с 1358 Муж с 1369/1370 Евфимии дочери Болеслава силезско-козленского
        1. Евфимия (1370/1385 — 1447) Жена с 1397 Фридриха IV эттингенского
        2. Николай (1371/1385 — 1405)
        3. Ян I Зембицкий († 1428), князь Зембицкий с 1410.
        4. Катарина (1390/1400 — 1422) Жена с 1407 Пшемысла силезско-опавского
        5. Генрик II Зембицкий († 1420), князь Зембицкий с 1410.
        6. Агнешка (- к 1443)

      2. дочь (1344/1353 — 1368/1372) жена с 1356/1365 Земовита III (IV) мазовецкого
      3. Генрих (1346/1350 — 1370/1385) рыцарь
      4. Агнешка (к 1358—1424/1434) аббатиса
      5. Гута (к 1358—1413) аббатиса
      6. Катаржина (к 1359—1396)

    2. Маргарита (1322/1330 — 1368)

  7. Анна (1301/ 1302—1332/1334) аббатиса
  8. Катарина (ок. 1209—1309)

#### Потомки Конрада I Глоговского
1. Конрад I Глоговский (1228/1231 — 1273/1274), сын Генриха II Набожного. Муж 1) с 1249 Саломеи (к 1237—1267/1274), дочери Владислава Одонича князя великопольского 2) с 1271/1274 Софии (1258/1261 −1318), дочери Дитриха Мудрого, маркграфа мейсенского в Ландсберге.
  1. Анна (1250/1252 — 25 июня 1271), вышла замуж за баварского герцога Людвига II Строгого
  2. Генрих III Глоговский (1251/1260 — 9 декабря 1309)
    1. Генрих (ок. 1292 — 22 января 1342)
    2. Конрад I Олесницкий (ок. 1294 — 22 декабря 1366)
    3. Болеслав Олесницкий (ок. 1295 — до 23 апреля 1321)
    4. Агнес (ок. 1296 — 25 декабря 1361), замужем сначала за Оттоном III Баварским, затем за Алрамом Халским
    5. Салома (ок. 1297 — до 9 декабря 1309)
    6. Ян Сцинавский (ок. 1298 — 19 мая 1365)
    7. Катарина (ок. 1300 — 5 декабря 1323/1326), замужем сначала за Иоганном V Бранденбург-Зальцведельским, затем за Иоанном III Гольштейн-Плёнским
    8. Пшемысл Глоговский (ок. 1305 — 11 января 1331)
    9. Хедвига (ок. 1308 — до декабря 1309)

  3. Конрад II Горбатый (1252/1265 — 11 октября 1304)
  4. Евфимия (12 января 1254 — до 1275), вышла замуж за горицкого графа Альбрехта I
  5. Пшемысл Сцинавский (1255/1265 — 26 февраля 1289)
  6. Хедвига (1265? — 9 июня 1318), аббатиса монастыря Св. Клары во Вроцлаве

…

### Потомки Мешко I
Мешко I Плясоногий (ок. 1231/1246 — 16 мая 1211), князь Силезский 1163—1172/1173, князь Рацибужский с 1173, князь Опольский с 1202, князь Краковский (Мешко IV) с 1210; жена: с 1170/1178 Людмила (ум. 20 октября после 1210)
1. Казимир I (1176/1179 — 13 мая 1230), князь Опольский и Ратиборский с 1211
  1. Мешко II Опольский (oк. 1220 — 22 октября 1246)
  2. Владислав I Опольский (oк. 1225 — 13 ноября 1281/1282)
    1. Мешко I Цешинский (ок. 1252/1256 — 1314/1315), князь Цешинский, Освенцимский, Рацибужский с 1290.
      1. Казимир I Цешинский (ок. 1280/1290 — 1358), князь Цешинский в 1315 в результате разделения, наследственный вассал Чехии с 1327, князь Бытомский с 1357, князь Севежский с 1337
        1. Пшемыслав I Носак (ок. 1332/1336 — 1410), князь Цешинский (Тешинское герцогство), Бытомский и Севежский c 1358. В период 1359—1368 и начиная с 1405 Севежское княжество потеряно. С 1369 потерял северную часть Бытомского княжества, а с 1405 и остальную часть. В 1378—1382 правил в Жорах, с 1384 половиной княжеств Глогува и Сцинава. В 1397—1401 правил в Олесно, с 1385 в Стшелине, а в 1401—1405 в Тошеке. Наместник Священной Римской Империи(1383—1400).
2. Людмила (ум. 14 января 12??)
3. Агнешка (ум. 9 мая 12??)
4. Евфросинья (ум. 25 мая 12??)
5. (?) Рихеза (ум. после 24 сентября 1239)

…